# Steve Green
Steve Green (Portland, Oregón, Estados Unidos, 1 de agosto de 1956) es un cantante perteneciente a la iglesia Presbiteriana quien se dedica a la música cristiana-contemporánea. Cantante notable por su rango vocal (tenor) y el estilo solista flexible. Durante su carrera de más de 35 años, Green ha sido honrado como el cuatro veces candidato a los Premios Grammy, siete veces ganador del Premio Dove, ha tenido 13 canciones  Nº1, y ha vendido más de tres millones de álbumes.

## Voz
Su tipo vocal tiene el tono de tenor lírico ligero, como solista ha cantado en una tesitura desde la2 (A2) hasta si4 (B4). En Gaither Vocal Band alcanzó sol5 (G5) en la canción "Not By Might"
Nota más grave :la2 (A2) [Sacrificio de Alabanza, I Can See (On The Emmaus Road) del álbum A Journey Of Faith]
Nota más aguda :sol5 (G5) [Not By Might, con Gaither Vocal Band]

## Biografía
Steve Green (nacido el 1 de agosto de 1956) es un cantante estadounidense de música cristiana. Nació en Portland, Oregón, de padres misioneros Bautistas: Charles y Jo Green. Él es uno de los seis hermanos que pasó gran parte de sus primeros años en Tartagal, Provincia de Salta, Argentina. Sus estudios primarios los hizo en la escuela Coronel Vicente de Uriburo. Ya de vuelta en su país, estudió música en la Universidad de Gran Cañón, luego la abandonó para viajar con el grupo Verdad. Después de su paso por dos años con Verdad, Steve y Marijean se casaron y se mudaron a Alejandría, Indiana a cantar para el ‘‘backup’’ del trío de Bill Gaither. En 1980, Gaither el exvocal y Steve cantaban en las dos primeras grabaciones. En 1982 Steve y sus amigos formaron la banda de rock cristiano “White Heart”, pero una diferencia en la visión del ministerio acompañado de un enfrentamiento con su hermano, Randy, llevó a una renovación espiritual en la vida de Steve en 1983. Él firmó un contrato como solista con Sparrow Records y sacó su álbum debut homónimo publicado en 1984. En el mismo año, estableció Steve Green Ministries.
Su ruptura se produjo en el año 1985 con el lanzamiento de “He Holds the Keys”, que hizo a Steve Green ganar el Premio Dove al Vocalista Masculino del Año en la Música Cristiana Contemporánea (MCC) categoría. Al año siguiente, 1986, vio el lanzamiento de dos grabaciones, “God and God Alone” y un álbum de himnos titulado “A Mighty Fortress”. A principios de 1988, lanzó un álbum dedicado a sus padres llamados “Find Us Faithful”. Cuando la década de 1980 llegaba a su fin, muchas de las canciones de Green se convirtieron en temas reconocidos como “People Need the Lord” (con su versión en castellano “Tienen que saber”) y “Broken and spilled out” (en castellano “Quebrantado y derramado”). Él se consideraba con frecuencia la versión masculina de Sandi Patty, utilizando muchos de los compositores y estilos, así como el tradicional final con una nota alta en sus canciones. Green también contribuyó con los coros en el éxito de Sandi Patty (1986) “Let There Be the Praise.”
Green fue uno de los primeros artistas a participar con Promise Keepers, actuando en su evento inaugural en Folsom Field en Boulder, Colorado, en julio de 1993 ante 50.000 personas. Su canción “Answer the Call” (con su versión en castellano “Respondo al Llamar”) se inspiró en el evento y otra canción, “Oh, hombres de Dios, levántense,” encarna el mensaje de los Guardadores de Promesas (Promise Keepers).
Green grabó “The Mission” en 1989 y continuó su éxito con “We Believe” en el año 1991. A principios de 1990, la dirección de la música cristiana cambió a un formato más orientado al rock, pero Green volvió a las raíces tradicionales mediante la publicación de un álbum de himnos en 1992. Sin embargo, Green cambió hacia un estilo más “pop” en 1994, en que el álbum “Where Mercy Begins” también recibió el premio.
El 8 de septiembre de 1994, el avión donde viajaban algunos cantantes, se estrelló en Pittsburgh, Pensilvania, matando a todos a bordo. Uno de los pasajeros era cantante cristiana up-and-coming llamada Kirk Lynn, quien había grabado la canción de Green “As we sail to Heaven’s shore” en el álbum de 1988 “Find us Faithful”. Sólo una melodía de este álbum fue en memoria de los que murieron; en medio del duelo, se les informó a los miembros de la familia dónde encontrar la canción original de Green, que impulsó las ventas de álbumes para grabaciones mayores.
Cambiando su estilo, en 1996 Green continuó su grabación La Carta. También fue instrumento, en el intento de crear un grupo de compañeros de la rendición de cuentas para los artistas cristianos y amigos.
Cambió su enfoque de nuevo en 1998 al declarar que sólo grabaría canciones que honren al Señor - canciones de que Él esté satisfecho, como su última grabación. Ese año tuvo el apoyo de los fieles y en el 2000 vio el lanzamiento de su álbum “Morning Light”.                                                                                                                           Dos años más tarde Green, en el periódico The Times, publicó un reportaje, que impulsó de nuevo su carrera.
Green era un amigo personal del comandante Rick Husband, del Transbordador espacial Columbia, quien murió junto con otras seis personas en febrero de 2003, que se desintegraron durante su reentrada a la tierra. Green fue entrevistado por CNN y su canción “God of Wonders” recibió un impulso por la inesperada publicidad. Él lanzó un nuevo álbum en 2005. La hermana de Green está casada con el Dr. Mark Bailey, presidente del Seminario Teológico de Dallas, y ayudó a celebrar el seminario de su octogésimo aniversario en abril de 2004. También escribió un diario devocional, titulado: "El poder de la Cruz" y ha grabado varios videos y canciones infantiles.
Sus habilidades bilingües han visto el lanzamiento de seis CD en español en Estados Unidos.
Está casado con Marijean Green. Tienen dos hijos, Summer (nacido en 1981) y Josías (n. 1985).

## Discografía

### Álbumes del estudio
- 2019: "El Descanso"
- 2018: "Hold Fast"
- 2012: "Christmas"
- 2012: "Rest In The Wonder"
- 2010: "Love Will Find A Way"
- 2009: "Solo En Jesús"
- 2008: "A Journey of Faith: Live DVD/CD"
- 2007: "Always: Songs of Worship"
- 2006: "The Ultimate Collection"
- 2005: "Somewhere Between"
- 2004: "Sir Bernard The Good Knight"
- 2004: "The Adventures Of Sir Bernard"
- 2003: "Yo iré"
- 2002: "Woven in Time"
- 1999: "Morning Light: Songs To Awaken the Dawn"
- 1998: "Hide 'Em In Your Heart: Praise & Worship for Kids"
- 1998: "The Faithful"
- 1996: "The First Noel"
- 1996: "The Early Years"
- 1996: "The Letter"
- 1995: "People Need the Lord: The 10 Year Collection"
- 1994: "¡En Vivo!"
- 1994: "16 Melodías Bíblicas Para Niños"
- 1994: "Where Mercy Begins"
- 1992: "Himnos: Un Retrato De Cristo"
- 1992: "Hymns: A Portrait of Christ"
- 1991: "We Believe"
- 1990: "Toma La Cruz"
- 1990: "Hide 'Em In Your Heart: Bible Memory Melodies, vol. 2"
- 1990: "Hide 'Em In Your Heart: Bible Memory Melodies, Vol. 1"
- 1989: "The Mission"
- 1988: "Find Us Faithful"
- 1987: "Tienen Que Saber"
- 1987: "Mighty Fortress"
- 1987: "Joy To the World"
- 1986: "For God and God Alone"
- 1985: "He Holds the Keys"
- 1984: "Steve Green ()
- "Top 5: Hits"
- "8 Great Hits"

### Recopilaciones
- New Young Messiah (1993)
- Phyllis Hyman: Living All Alone (1987)
- Hymns & Voices (1995)
- Saviour: Story of God's Passion for His People (1994)
- I Will Be Here: 25 of Today's Best Wedding & Love Songs (2002)
- Morning Like This (1986) - Sandi Patty
- Mysteries of the World (1980)
- Sandi Patty Love Overflowing
- Love Overflowing (1981) - Sandi Patty
- Hallelujah!: The Very Best of the Brooklyn Tabernacle Choir (2000) - Brooklyn Tabernacle Choir
- More than Wonderful (1983) - Sandi Patty
- Songs from the Heart (1984) - Sandi Patty
- No Compromise: Remembering the Music of Keith Green (1992)
- Unveiled Hope (1997) - Michael Card
- Various Artists If My People Pray
- If My People Pray (1999)
- Vital Signs (1984) - White Heart
- Original Soundtrack McCaughey Septuplets: Sweet Dreams
- McCaughey Septuplets: Sweet Dreams (1999) - Original Soundtrack
- Canciones De Lo Alto Del Granero (1994)
- Great Moments in Gospel Music, Vol. 2 (1988)
- Almighty God (1998)
- Coram Deo II (1993) - People of Praise
- Disney Christmas Carols of the Young Messiah-Christmas Carols of the Young Messiah (1995)
- Various Artists Inspirational Homecoming: A Tribute to the Gaither Legacy
- Inspirational Homecoming: A Tribute to the Gaither Legacy (1995)
- Rejoicing (1987)
- 25 Songs of Christmas, Vol. 2 (1985)
- Songs 4 Worship: Holy Ground (2001)
- Wedding Album [Capitol] (1995)
- We Are Called - An Experience in Worship (1983)
- Gaither Vocal Band Reunion Vol 1 & 2 CD\DVD (2008)